# Orson (nome)
Orson  è un nome proprio di persona inglese maschile.

## Origine e diffusione
Riprende il cognome inglese Orson, originariamente un soprannome, derivante dal normanno orson o dal francese ourson ("orsetto", "cucciolo d'orso", diminutivi di ors e ours, "orso").

## Onomastico
L'onomastico può essere festeggiato il 1º novembre, festa di Ognissanti, non essendovi santi con questo nome che è quindi adespota.

## Persone
- Orson Bean, attore statunitense

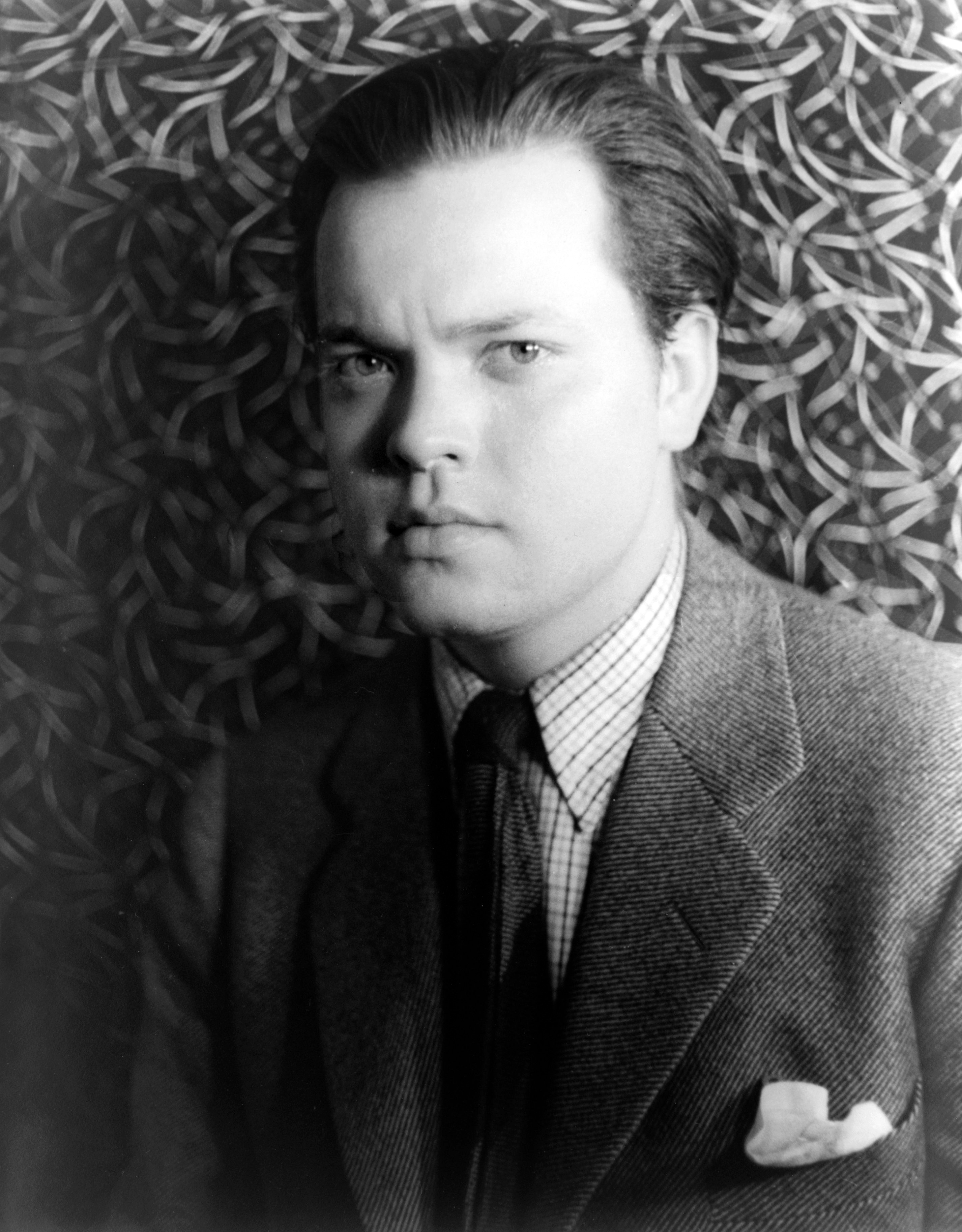
Orson Welles

- Orson Scott Card, scrittore statunitense
- Orson Charles, giocatore di football americano statunitense
- Orson Pratt, presbitero statunitense
- Orson Welles, attore, regista, sceneggiatore e produttore cinematografico statunitense

## Il nome nelle arti
- Orson è un personaggio della serie animata Orson & Olivia.
- Orson Hodge è un personaggio della serie televisiva Desperate Housewives.